# Anolis zapotecorum
Anolis zapotecorum — вид ігуаноподібних ящірок родини анолісових (Dactyloidae). Ендемік Мексики.

## Поширення і екологія
Anolis zapotecorum мешкають в мексиканських штатах Оахака, Герреро і Пуебла.